# Ghana op de Olympische Zomerspelen 2008
Ghana nam deel aan de Olympische Zomerspelen 2008 in Peking, China.
Ghana debuteerde op de Zomerspelen in 1952 en deed in 2008 voor de twaalfde keer mee. Ghana won op eerdere Zomerspelen vier medailles.

## Deelnemers en resultaten per onderdeel

### Atletiek
| Olympiër    | Discipline | Resultaat | Prestatie                                                                      |
| ----------- | ---------- | --------- | ------------------------------------------------------------------------------ |
| Aziz Zakari | 100m (m)   | 22e       | serie 3: 4de in 10,34 kwartfinale 5: 5de in 10,24                              |
| Seth Amoo   | 200m (m)   | 34e       | serie 6: 4de in 20,91                                                          |
|             |            |           |                                                                                |
| Vida Anim   | 100m (m)   | 15e       | serie 6: 2de in 11,47 kwartfinale 3: 3de in 11,32 halve finale 1: 7de in 11,51 |
| Vida Anim   | 200m (m)   | DNS       | serie 1: niet gestart                                                          |

### Boksen
| Olympiër              | Discipline | Resultaat | Prestatie                                                                                   |
| --------------------- | ---------- | --------- | ------------------------------------------------------------------------------------------- |
| Manyo Plange          | -48kg (m)  | 9e        | 1ste ronde: W van PHI Tanamor: 6-3 2de ronde: V van BRA Carvalho: 12-21                     |
| Issah Samir           | -54kg (m)  | 17e       | 1ste ronde: V van VEN Manzanilla: 10-13                                                     |
| Prince Dzanie         | -57kg (m)  | 17e       | 1ste ronde: V van CUB Torriente: 2-11                                                       |
| Samuel Kotey Neequaye | -64kg (m)  | 17e       | 1ste ronde: V van GBR Gillies: knock-out                                                    |
| Ahmed Saraku          | -75kg (m)  | 17e       | 1ste ronde: V van ARM Hakobyan: 8-14                                                        |
| Bastir Samir          | -81kg (m)  | 9e        | 1ste ronde: W van NGR Izobo: scheidsrechterlijke beslissing 2de ronde: V van BRA Silva: 7-9 |

Afghanistan · Albanië · Algerije · Amerikaanse Maagdeneilanden · Amerikaans-Samoa · Andorra · Angola · Antigua en Barbuda · Argentinië · Armenië · Aruba · Australië · Azerbeidzjan · Bahama's · Bahrein · Bangladesh · Barbados · België · Belize · Benin · Bermuda · Bhutan · Bolivia · Bosnië en Herzegovina · Botswana · Brazilië · Britse Maagdeneilanden · Bulgarije · Burkina Faso · Burundi · Cambodja · Canada · Centraal-Afrikaanse Republiek · Chili · China · Chinees Taipei · Colombia · Comoren · Congo-Brazzaville · Congo-Kinshasa · Cookeilanden · Costa Rica · Cuba · Cyprus · Denemarken · Djibouti · Dominica · Dominicaanse Republiek · Duitsland · Ecuador · Egypte · El Salvador · Equatoriaal-Guinea · Eritrea · Estland · Ethiopië · Fiji · Filipijnen · Finland · Frankrijk · Gabon · Gambia · Georgië · Ghana · Grenada · Griekenland · Groot-Brittannië · Guam · Guatemala · Guinee · Guinee‑Bissau · Guyana · Haïti · Honduras · Hongarije · Hongkong · Ierland · IJsland · India · Indonesië · Irak · Iran · Israël · Italië · Ivoorkust · Jamaica · Japan · Jemen · Jordanië · Kaaimaneilanden · Kaapverdië · Kameroen · Kazachstan · Kenia · Kirgizië · Kiribati · Koeweit · Kroatië · Laos · Lesotho · Letland · Libanon · Liberia · Libië · Liechtenstein · Litouwen · Luxemburg · Macedonië · Madagaskar · Malawi · Malediven · Maleisië · Mali · Malta · Marshalleilanden · Marokko · Mauritanië · Mauritius · Mexico · Micronesië · Moldavië · Monaco · Mongolië · Montenegro · Mozambique · Myanmar · Namibië · Nauru · Nederland · Nederlandse Antillen · Nepal · Nicaragua · Nieuw-Zeeland · Niger · Nigeria · Noord-Korea · Noorwegen · Oeganda · Oekraïne · Oezbekistan · Oman · Oostenrijk · Oost‑Timor · Pakistan · Palau · Palestina · Panama · Papoea-Nieuw-Guinea · Paraguay · Peru · Polen · Portugal · Puerto Rico · Qatar · Roemenië · Rusland · Rwanda · Saint Kitts en Nevis · Saint Lucia · Saint Vincent en Grenadines · Salomonseilanden · Samoa · San Marino · Sao Tomé en Principe · Saoedi-Arabië · Senegal · Servië · Seychellen · Sierra Leone · Singapore · Slovenië · Slowakije · Soedan · Somalië · Spanje · Sri Lanka · Suriname · Swaziland · Syrië · Tadzjikistan · Tanzania · Thailand · Togo · Tonga · Trinidad en Tobago · Tsjaad · Tsjechië · Tunesië · Turkije · Turkmenistan · Tuvalu · Uruguay · Vanuatu · Venezuela · Verenigde Arabische Emiraten · Verenigde Staten · Vietnam · Wit-Rusland · Zambia · Zimbabwe · Zuid-Afrika · Zuid-Korea · Zweden · Zwitserland
Uitgesloten van deelname: Brunei